# 16080 Danielfeng
A 16080 Danielfeng (ideiglenes jelöléssel (16080) 1999 RX184) a Naprendszer kisbolygóövében található aszteroida. A LINEAR projekt keretében fedezték fel 1999. szeptember 9-én.